# Мать (роман)
«Мать» — роман Максима Горького, написанный в 1906 году во время путешествия автора в США. Описывает революционно настроенных рабочих. Сам Горький считал роман одним из наименее удачных своих произведений; современные критики часто к нему относятся критически, указывая на его художественные недостатки, в то же время называя его важнейшим из дореволюционных романов Горького. Оно же остаётся одним из самых известных его произведений.

## Сюжет
Действие происходит в России в самом начале XX века, в рабочей слободке, жизнь которой завязана на работу на фабрике. Сын Пелагеи Ниловны, вдовы слесаря, Павел Власов, бросает пить и начинает читать книги, которые приносит из города, а потом — собирать у себя товарищей, которые так же отказались от алкоголя. Среди друзей Власова можно выделить украинца Андрея Находку, провозглашающего идеи социалистического интернационализма, и крестьянина Михаила Рыбина, взгляды которого отличаются от взглядов Павла (Ричард Фриборн называет его анархистом; роль Находки Горький уменьшил в последующих редакциях романа). На фабрике появляются листовки о бедственном положении рабочих, и мать Павла и гордится этой его деятельностью, и боится за него. Дом обыскивают, но ничего не находят; Андрея, одного из друзей Павла, арестовывают. На фабрике вводят вычет с зарплаты; Павел пытается организовать протест, но в итоге рабочие не идут за ним, а его самого тоже арестовывают, как и многих других. Пелагея Ниловна начинает сама доставлять листовки.
Павел и Андрей выходят из тюрьмы и организуют первомайское шествие. После его разгона властями оба вновь оказываются в тюрьме. Пелагея Ниловна продолжает агитационную работу, видится с сыном, пытается организовать его побег, но Павел отказывается.
Проходит суд, в результате которого всех подсудимых отправляют на поселение. Подпольщики решают напечатать речь Павла, и Пелагея Ниловна вызывается отвезти листовки в другой город. На вокзале она видит смутно знакомого человека, вспоминает, что раньше видела его у суда и у тюрьмы; она понимает, что её раскрыли. Человек обвиняет её в воровстве, она отвечает с возмущением, что везёт речь своего сына, одного из политических, пытается протянуть листовки людям, но жандармы хватают её, не давая говорить.

## История создания
Роман был написан в 1906 году, во время путешествия автора в США во время идущей в России революции, впоследствии провалившейся. Сам автор признавался, что написал произведение «с намерениями агитационными», желая поддержать революционные настроения. Прототипом главного героя Павла Власова был революционно настроенный рабочий Пётр Заломов, а описанные в книге события основаны на событиях Сормовской первомайской демонстрации 1902 года. Горький намеревался написать продолжение произведения: сохранились черновики неосуществлённого замысла «Сын», в котором Павел Власов должен был стать центральным героем. Частично этот замысел воплотился в повести «Исповедь».
Заломова была отдалённой родственницей Горького; он её видел в детстве, когда она посещала его семью. Кроме того, Сормово находилось в Нижнем Новгороде — родном городе Горького.

## Христианские мотивы
В романе отразились идеи «богостроительства», литературного евангелизма. Горький использовал библейские образы, сравнивает героев то с ангелами, то с апостолами, первомайская демонстрация названа «крестным ходом», главного героя автор сравнивает с Христом. Имя сына главной героини, Павел, отсылает к Апостолу Павлу; как перерождение не знавшего лично Христа Павла начинается с видения, так и Павел Власов проходит путь от не веровавшего к верующему в «новое христианство», от простого рабочего к партийному лидеру. Ниловна же, будучи с самого начала верующим человеком, только переосмысливает христианство. Однако заповеди сильно переосмысливаются героями, и в итоге из-за повести против самого Горького было заведено уголовное дело с обвинением в богохульстве.

## Восприятие и критика
Сам Горький плохо отзывался о книге: «Мать» я написал в Америке летом 6-го года, не имея материала, «по памяти», отчего и вышло плохо", «Мать» — книга действительно плохая, написана «в состоянии запальчивости и раздражения», с намерениями агитационными, после 1906 года. Полагаю, что своей цели она — в некоторой степени — все-таки достигла, что, однако, не делает ее лучше, чем она есть"; «Не принято, чтоб автор навязывал читателю свои мнения, но все же разрешите мне сказать Вам, что „La Mere“ — одна из наименее удачных книг моих…»; «Я думаю, что моя книга мне не удалась. Она хаотична, лишена внутренней гармонии, сделана с очевидной небрежностью и без должного уважения к стилю. Если бы мне пришлось писать критику на Горького, она была бы наиболее злой и наиболее беспощадной»; «Мать» — вещь неудачная, не только внешне, потому что длинно, скучно и небрежно написана, но, главное — она недостаточно демократична…"; «Чем дальше, тем более „Мать“ не нравится мне». 
После выхода произведения в российской печатной критике почти не было положительных отзывов, на что сам Горький писал: «"Мать" имеет большой успех в Германии и Франции и — никакого в России! Это — признак, что мы ушли по пути художественных требований дальше Европы, и это не единственный признак». А. Блок писал, что в романе «нет ни одной новой мысли и ни одной яркой строчки», а Павел Власов был воспринят поэтом как «бледная тень Фомы Гордеева и ещё кое-кого из прежних горьковских „человеков“»; в печати появилось клише «конец Горького»; в качестве недостатка (в том числе и в социал-демократической печати) часто называлась идеализация революционеров, а по мнению, например, Корнея Чуковского, Горький жертвовал литературный талант в угоду доктринёрству и пропаганде «крошечной, узенькой, коротенькой мысли», что Чуковский связывал с идейным упадком тех лет, вызванных, как писали советские литературоведы, наступившей после провала революции политической реакции; однако в комментарии к Полному собранию сочинений Горького, напротив, выражением реакции представлено само неприятие романа в российской печати при его успехе за границей и популярности среди рабочих.
В русской литературной среде положительно оценил роман Л. Андреев в одном из писем: «Первая часть великолепна, единственное в своём роде; вторая — слабо. А в общем значительно. Точно сам народ заговорил о революции большими, тяжелыми, жестоко выстраданными словами»; «Коснувшись Максима Горького и его последнего произведения „Мать“,
Леонид Андреев находит, что этот роман очень ценный и высокохудожественно написанный, критика не сумела его оценить, но,
по его мнению, к нему ещё вернутся в будущем».
Горький следующим образом передаёт отзыв Ленина, ознакомившегося с романом в рукописи: «Я сказал, что торопился написать книгу, но — не успел объяснить, почему торопился, — Ленин, утвердительно кивнув головой, сам объяснил это: очень хорошо, что я поспешил... "Очень своевременная книга". Это был единственный, но крайне ценный для меня его комплимент». Обсуждая роман «Дело Артамоновых», он говорил: «Отличная тема, конечно — трудная, потребует массу времени, я думаю, что Вы бы с ней сладили, но — не вижу: чем Вы ее кончите? Конца-то действительность не дает. Нет, это надо писать после революции, а теперь что-нибудь вроде „Матери“ надо бы». По свидетельству М. Андреевой, Ленин считал выход романа крупным событием, однако «недостатки видел больше всего в идеализации революционеров-интеллигентов».
Очень высоко оценил роман в письме Горькому Карл Каутский: «Вот прошло уже много времени с тех пор, как я получил Вашу книгу с Вашим посвящением, а я хотел тотчас же, как только её получил, Вам написать и поблагодарить Вас за нее. Она доставила мне столько радости и внушила мне чувство гордости... сила и художественная выразительность писателя позволяют мне так глубоко проникнуть в эти условия, будто я сам в них жил».
Произведение критиковали и значительно позже, причём авторы этих отзывов не отрицают значение Горького как писателя. Так, разбору множества недостатков романа посвящена статья Андрея Синявского «Роман М. Горького „Мать“ — как ранний образец социалистического реализма», впервые изданная в 1988 году, причём в этой статье Синявский оставляет положительный отзыв об остальном творчестве Горького: «Горький — невероятно пытливый автор. Он движим желанием понять людей, постичь действительность. И потому он не просто изображает то, что видит вокруг, или то, что вспоминает, как это делали и делают средней руки беллетристы-реалисты, а докапывается и доискивается до правды, которую иногда находит, а иногда теряет. Когда он теряет правду, не понимает или перестает понимать действительность, или когда он делает вид, что её не понимает, он становится истинным художником». Илья Серман и Корней Чуковский считали, что роману свойственны недостатки крупных произведений Горького, написанных до повести «Городок Окуров» (1910). Д. С. Мирский первым удачным романом Горького считал «Дело Артамоновых».
Также отмечались и положительные стороны романа. М. Демурин, отвечая на выпад Маргариты Симоньян против Горького, писал, что хотя «Максим Горький сам критически отзывался о своем романе „Мать“, но в чём его точно нельзя обвинить, так это в искажении картины быта и образа мыслей заводских рабочих в царской России. Да и есть в этом романе что-то такое, что побудило в 1931 году Бертольда Брехта написать по нему пьесу, а в 1989 году — Глеба Панфилова снять новую киноленту». Мэрилин Минто пишет, что Горькому удалось реалистически изобразить главную героиню романа и её сюжетную линию, Ниловну и её преображение, однако остальные персонажи одномерны. 
Ричард Фриборн пишет, что на Горьком сказалось и плохое знание рабочей среды, а персонажи-революционеры вроде Павла Власова действительно недостаточно прописаны, представляя собой главным образом рупоры идей автора. Тем не менее, несмотря на этот недостаток, читатель всё равно может сопереживать этим образам, так как автор описывает их через призму восприятия Ниловны, из-за чего авторская идеализация становится восприятием самой героини.
Несмотря на отмеченные недостатки, современные критики считают «Мать» наиболее значительным из дореволюционных романов Горького из-за уникальных взглядов Горького на революцию и из-за того, что это его единственный роман, посвящённый непосредственно рабочему движению. Басинский называет его «попыткой написать новое Евангелие» и пишет, что в дальнейшем рабочая тема в творчестве Горького не породила ничего выдающегося, несмотря на наброски продолжения романа и рассказов о рабочих, так как больше вдохновения ему не дала.
В 2016 году вышел новый перевод романа на английский язык, и о романе положительно отозвался The Spectator: «Большевики превозносили роман как гимн социалистическим идеалам, но его идея заключает в себе нечто большее, чем просто классовую борьбу. Он полон библейских аллюзий… „Люди не поверят голому слову — нужны страдания, слово должно быть омыто кровью“, — предостерегает <один из персонажей>, и его слова звучат особенно зловеще сейчас, после столетия революций. Центральная тема книги — пробуждение матери от жизни, полной страха и невежества…» Павел Басинский называет и оценивает роман как «произведение спорное, но интересное», «ёмкое и интересное» «с точки зрения правды жизни».

## Адаптации
Бертольт Брехт в 1931 году пишет пьесу по мотивам романа совместно с Хансом Эйслером, Златаном Дудовым и Гюнтером Вайзенборном. В 1957 году Тихон Хренников написал по роману четырёхактную оперу, которая тогда же была поставлена Большим театром.
Роман был по меньшей мере четырежды экранизирован:
- Мать — 1919 год, режиссёр Александр Разумный.
- Мать — 1926 год, режиссёр Всеволод Пудовкин по сценарию Натана Зархи[18].
- Мать — 1955 год, режиссёр Марк Донской[19] по сценарию Н. Коварского и М. Донского.
- Мать (Запрещённые люди) — 1989 год, режиссёр и автор сценария Глеб Панфилов[20]. В основу фильма также легли повесть «Жизнь ненужного человека» и рассказ «Карамора» из цикла «Рассказы 1922—1924 годов».

## В музыке
В 1956 году Тихон Хренников написал оперу «Мать» на сюжет романа. Премьера состоялась в Большом театре.